# Certificato di operatore aereo
Il certificato di operatore aereo (COA) è un certificato rilasciato dall'ENAC - l'ente nazionale per l'aviazione civile. Attesta che l'operatore possiede la capacità professionale e l'organizzazione aziendale necessarie ad assicurare l'esercizio dei propri aeromobili in condizioni di sicurezza per le attività aeronautiche in esso specificate. Il contenuto, le limitazioni, le modalità per il rilascio, il rinnovo ed eventuali variazioni sono determinati dall'ENAC sulla base dei propri regolamenti. 
Il COA non è cedibile. In inglese è conosciuto come AOC, Air Operator Certificate.